# Rafael Ramis Barceló
Rafael Ramis Barceló (Mallorca, 10 de gener de 1983) és un professor universitari i un investigador. És catedràtic d'Història del dret i de les Institucions de la Universitat de les Illes Balears, on ensenya des de 2010.

## Biografia
Des de 2001 a 2010 va viure a Barcelona, residint al Col·legi Major Penyafort-Montserrat de la Universitat de Barcelona. És llicenciat en dret, filosofia, literatura comparada, ciències polítiques i sociologia, graduat en ciències religioses, i doctor en dret per la Universitat Pompeu Fabra de Barcelona.
Els seus escrits estan molt influenciats pel mètode de la historia conceptual, i ha treballat especialment sobre el naixement d’alguns conceptes o la recepció d’alguns autors de l’època medieval, el Renaixement i la Modernitat.
Les seves contribucions, en monografies i en revistes de Dret, Filosofia, Filologia, Història i Teologia, es poden classificar en quatre grups: la història del pensament jurídic, la història de les universitats, la història de les idees, i Ramon Llull i el lul·lisme.
Dins l’àmbit del pensament jurídic ha traduït algunes fonts medievals com el Liber iudiciorum, o escrits de Ramon Llull o Pere Joan Olivi. També ha estudiat la incidència dins l’àmbit jurídic de diversos autors del Renaixement com Rudolf Agricola, Erasme de Rotterdam o Petrus Ramus, analitzant el trànsit de l'humanisme al racionalisme jurídic. Ha dedicat una monografia a aclarir l'origen de la noció de filosofia del dret, on defensa que els començaments de la qual se troben a meitats del segle XVII i no amb Hugo i Hegel. Els seus treballs sobre història del dret natural arriben fins a l'època contemporània, amb autors com Alasdair MacIntyre.
El segon àmbit de recerca és la història de les universitats, amb nombrosos estudis sobre càtedres, graus acadèmics i l'estructura institucional, amb especial predilecció per la Corona d’Aragó i les seves relacions amb Itàlia: (Roma, Pisa, Alcalà, Barcelona, Lleida, Mallorca…) Ha estudiat també la història de las opinions escolàstiques (escotisme, tomisme... i molt especialment el lul·lisme.)
Dins l'àmbit de la història de les idees ha dedicat diversos treballs a aclarir el naixement de certes nocions: ciència civil, ciència política, eclesiologia.… i a mostrar la recepció d’alguns autors com Ramon Llull o Arnau de Vilanova, des de l’època medieval fins a l'Escola de Salamanca.
Actualment es el subdirector de l'Institut d’Estudis Hispànics en la Modernitat (IEHM). És acadèmic corresponent de la Reial Acadèmia de Bones Lletres de Barcelona.

## Llibres
- 2023 (amb Pedro Ramis Serra), Actos y grados de la Universidad de Orihuela en el siglo XVIII, Madrid, Dykinson.
- 2022 Ramon Llull y los lulistas (siglos XIV-XX), Madrid-Porto, Sindéresis.
- 2022 (amb Pedro Ramis Serra), Estudios sobre la Universidad de Vic (1599-1717), Madrid, Dykinson.
- 2022 (amb Pedro Ramis Serra), Estudios sobre la Universidad de Tarragona (1572-1717), Madrid, Dykinson.
- 2022 (amb Pedro Ramis Serra), La Universidad de Gerona (1561-1717), Madrid, Dykinson.
- 2021 El nacimiento de la Filosofía del derecho. De la Philosophia iuris a la Rechtsphilosophie, Madrid, Dykinson.
- 2021 (amb Simona Langella, eds.), ¿Qué es la Escuela de Salamanca?, Madrid-Porto, Sindéresis.
- 2020 (amb Pedro Ramis Serra), Los grados de la Universidad de Irache (1613-1700), Madrid, Dykinson.
- 2020 (amb Lucio M. Nontol, eds.) Ramon Llull y el lulismo. Fe y entendimiento, Madrid-Porto, Sindéresis.
- 2020 (amb Pedro Ramis Serra), Actos y grados de la Universidad de Alcalá (1523-1544), Madrid, Dykinson.
- 2020 (amb Pedro Ramis Serra), Estudios sobre la Universidad de Tortosa (1600-1717), Madrid, Dykinson.
- 2019 (amb Manuel Martínez Neira), La libertad de enseñanza. Un debate del Ochocientos europeo, Madrid, Dykinson.
- 2019 (amb Pedro Ramis Serra), Las Ordenaciones de la Universidad de Barcelona de 1638, Madrid, Dykinson.
- 2019 (amb Lucio M. Nontol, eds.) Ramon Llull y el lulismo. Comtemplación y acción, Madrid-Porto, Sindéresis.
- 2018 Estudios sobre la Universidad de Lérida (1561-1717), Madrid, Dykinson.
- 2018 (amb Antoni Bordoy Fernández, ed.) El llegat de Ramon Llull, Barcelona, Publicacions de la Universitat de Barcelona.
- 2018 (amb Pedro Ramis Serra), Los primeros grados de la Universidad de Baeza (1549-1580), Madrid, Dykinson.
- 2017 Pierre de Jean Olivi, Tratado de los contratos, Madrid, Dykinson.
- 2017 Doctores hispanos en Leyes y Cánones por la Universidad de la Sapienza de Roma (1549-1774), Madrid, Dykinson.
- 2016 Petrus Ramus y el derecho. Los juristas ramistas del siglo XVI, Madrid, Dykinson.
- 2015 Ramon Llull, Arte breve de la invención del derecho, Madrid, Dykinson.
- 2015 Liber iudiciorum - El libro de los juicios, Madrid, Boletín Oficial del Estado.
- 2012 Derecho natural, historia y razones para actuar. La contribución del Alasdair MacIntyre al pensamiento jurídico, Madrid, Dykinson.
- 2011 Ramon Llull, Arte de derecho, Madrid, Dykinson.
- 2011 (amb Antonio Planas Rosselló), La Facultad de Leyes y Cánones de la Universidad Luliana y Literaria de Mallorca, Madrid, Dykinson.